# Padre Eligio
Padre Eligio, anche noto come Peligio, pseudonimo di Angelo Gelmini (Bisentrate, 17 luglio 1931), è un presbitero italiano.

## Biografia
Fratello minore di un altro ecclesiastico, Pierino Gelmini, fondatore delle Comunità incontro, divenne francescano del Convento di Sant'Angelo di Milano; nel 1964 fondò a Milano il primo Telefono Amico e, nel 1967, la prima comunità per il recupero dei tossicodipendenti, Mondo X, divenuta poi una rete di comunità.
Dal 1965 consigliere spirituale del Milan, divenne noto negli anni settanta per aver frequentato numerose feste mondane che gli valsero la critica pubblica e anche alcuni fumetti satirici. Divenne amico personale di Gianni Rivera, che manterrà i rapporti con lui anche finita la carriera calcistica e politica, e rilascerà in numerose interviste la sua ammirazione per l'operato del presbitero. 
Gestore del castello di Cozzo di Lomellina, nel 1976 fu arrestato dai carabinieri insieme al fratello Pierino con l'accusa di truffa. Scarcerato, si rifugiò negli anni ottanta in Sicilia, nell'isolotto disabitato di Formica, nelle Egadi, che comprò e trasformò in comunità. 
La Casa francescana donò a padre Eligio diversi conventi per trasformarli in spazi di rigenerazione.
Negli ultimi anni ha creato anche la struttura turistico-spirituale "Frateria" a Cetona.

## Mondo X
Autoproclamata "utopia nata tra le ciminiere di Milano nel 1960", Mondo X è una comunità di recupero per i tossicodipendenti con numerose sedi in Italia. Gianni Rivera e molti vicini all'associazione la raccontano come una comunità di riconciliazione alla vita, basata sui precetti cristiani e sul valore del lavoro. Dal sito della comunità si evince che tutto parta da un'idea: la separazione fra il mondo degli uomini  e il mondo dell'Uomo, laddove col primo si intende un mondo in cui gli uomini sono pedine invisibili di una scacchiera più ampia, e col secondo si intende un mondo fatto di individui consapevoli. 
Padre Eligio rimane tuttora alla sede dell'isola Formica, nelle Egadi, una delle Comunità di Mondo X
, spesso raccontato come un paradiso in mezzo al mare.